# Часник (загородження)

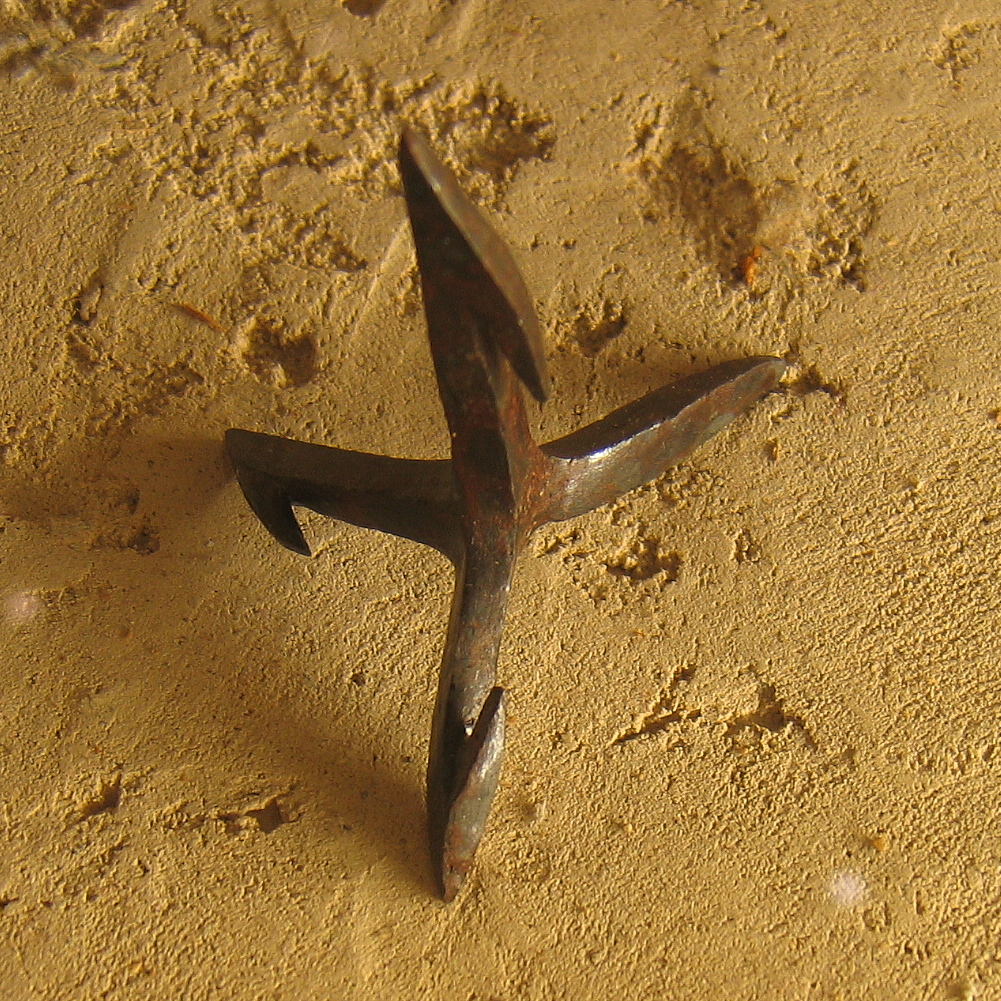
Римський часник, Вестфальський археологічний музей, Герне, Німеччина

Часни́к — військове загородження, що складається з декількох з'єднаних зіркоподібно гострих сталевих штирів, спрямованих у різні боки. Інші назви — три́бола (лат. tribola, однина — tribolum < грец. τρίβολον), три́вола (грец. τρίβολα, однина τρίβολον — «шип», «колючка»), каракулі. У староруських пам'ятках відомий як вълчьц(ь) (вовчець).

## Будова та застосування
«Часник» найчастіше складається з чотирьох загострених сталевих шипів, зварених своїми основами так, щоб вістря були спрямовані в різні боки. У найпоширенішого типу цього загородження кінці чотирьох штирів відповідають вершинам правильного чотиригранника. Якщо «часник» кинути на землю, то один шип завжди буде спрямований вгору, а інші складатимуть йому опору. Найчастіше має такі розміри: довжина кожного штиря до 5 см, товщина біля основи 0,8–1 см. Зазвичай шипи виготовляються з металевих пластин або товстого металевого дроту. Шипи можуть закінчуватися зазубринами, як рибальські гачки.
Коли людина наступає на «часник», вона ранить стопи, що зупиняє її або змушує впасти на землю. Стародавнє загородження з великої кількості розкиданого «часнику» було ефективне проти кінноти, застосовувалося також проти піхоти, бойових слонів і верблюдів. Здебільшого його застосовували як протикінне загородження, але при достатній щільності розміщення часник міг й уповільнити й рух піхоти.

## Історія

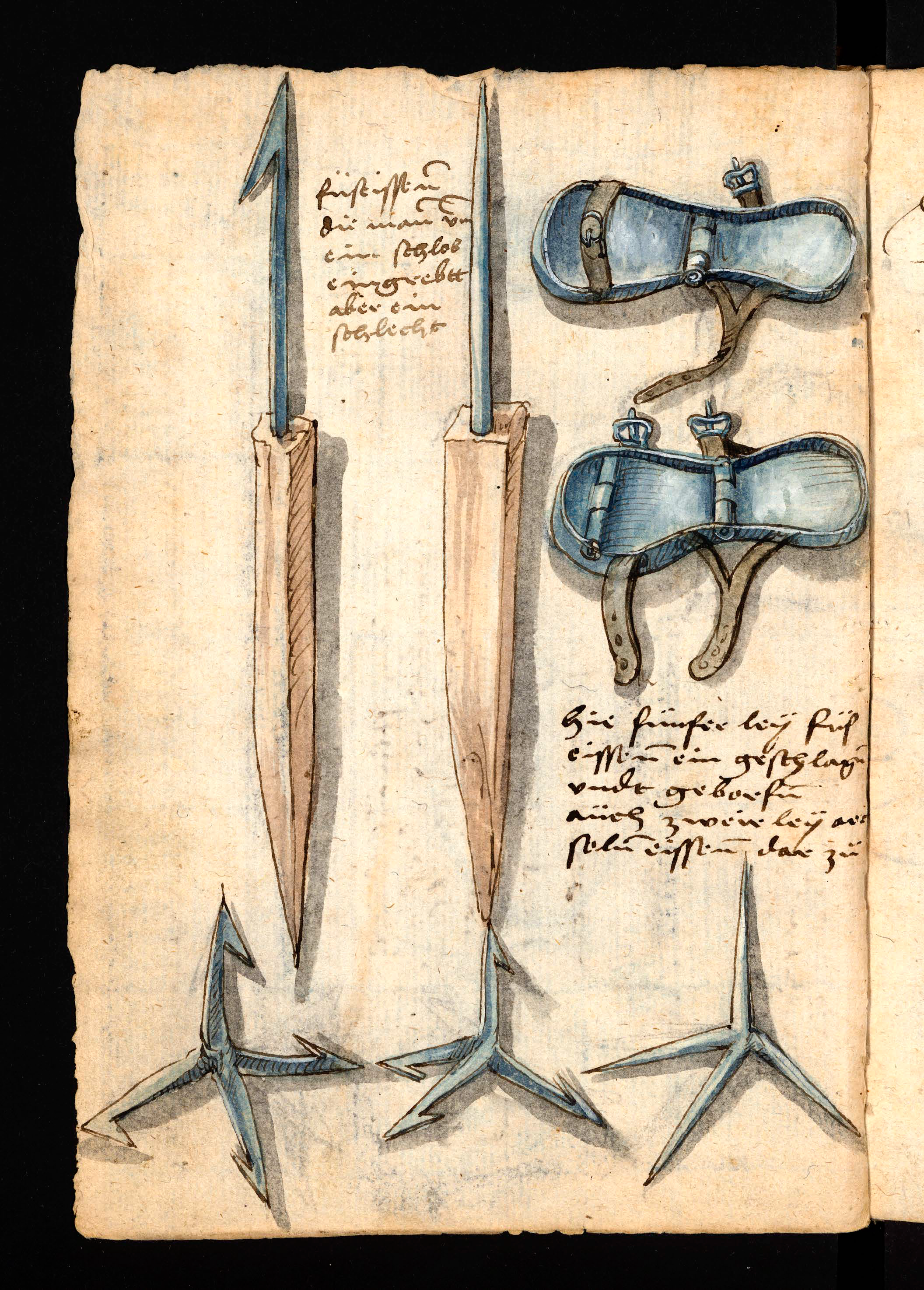
Різні типи калош і металевих підошов, які можна застібати знизу, як контрзахід за Кодексом Леффельгольца, Нюрнберг 1505 р.

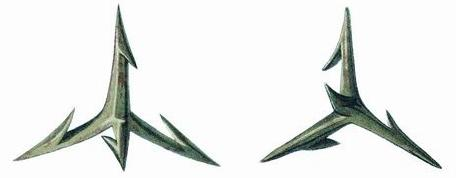
Часник XVI століття

Перше відоме використання «часника» датоване 331 роком до н. е. — цього року він був використаний персами в битві при Гавгамелах. Потім активно застосовувався у всі історичні періоди. Наприклад, кожен воїн Римської імперії зобов'язаний був мати 8 штук «часнику». Римський «часник» міг бути і просто дерев'яними дощечками, в які встромлено шип.
На справжню військову зброю «часник» перетворився лише у візантійські часи. Його використовували, щоб влаштовувати засідки проти кінноти. «Часник» ефективно блокував її просування, а після використання його було легко зібрати, щоб застосувати повторно. Також був відомий в Грузії і, можливо, активно використовувався там у боях. Суттєвого поширення «часник» набув у пізнє середньовіччя та Відродження, під час Війни троянд, оборони Орлеана. Леонардо да Вінчі радив використовувати цей пристрій проти кінноти. «Часник» застосовували запорізькі козаки. Аналогічні пристрої були відомі ніндзя. В XVII ст. «часником» американські поселенці захищалися від індіанців. Британці послуговувалися ним у Кримській війні та в Судані.
Великий «часник» застосовувався в Другу світову війну як загородження пляжів. Сучасні аналоги «часнику» використовуються як протиавтомобільне загородження — для проколювання шин.
У Китаї в 2019 році продемонстрували дрона, що розкидає «часник» із повітря. Під час російського вторгнення в Україну 2022 року захисники Запоріжжя організували виготовлення «часнику» на Хортиці.